# 織田良雄
織田 良雄（おだ よしかつ、よしを）は、江戸時代前期の武士。官位は正五位上・侍従、主膳正。

## 生涯
織田信雄の七男として誕生した。生母は津田氏。始めは祥雲寺の僧侶であり、久蔵主と称した。後に還俗した。初名は長晴。
元和2年（1616年）10月25日、正五位上・侍従に叙任される。同日に四兄・信良も従五位上・侍従に叙任される。
慶安4年（1651年）2月24日、死去。

## 系譜
- 父：織田信雄
- 母：津田氏娘
- 妻：不詳
  - 男子：祖天 - 久昌寺の僧